# Bernard Ribeiro
Bernard Francisco Ribeiro, baron Ribeiro, (né le 20 janvier 1944) est un chirurgien britannique qui est président du Collège royal de chirurgie de 2005 à 2008. Il est créé pair à vie en 2010 et siège à la Chambre des lords sur les bancs conservateurs,, jusqu'en 2023.

## Biographie
Né en 1944 à Achimota sur la Gold Coast (aujourd'hui Ghana), Bernard Ribeiro fait ses études à la Dean Close School, Cheltenham, Gloucestershire, et à la Middlesex Hospital Medical School.
Ribeiro obtient son diplôme de médecin à la Middlesex Medical School en 1967, puis se spécialise en chirurgie, cinq ans plus tard, obtenant la bourse du Royal College of Surgeons (FRCS). De 1979 jusqu'à sa retraite en avril 2008, il est chirurgien général consultant à l'hôpital de Basildon avec un intérêt particulier pour l'urologie et la chirurgie colorectale, pionnier dans l'utilisation de la Cœlioscopie, et aidant à établir la Fondation NHS des hôpitaux universitaires de Basildon et Thurrock et l'unité laparoscopique avancée de Trust. Il est élu au Conseil du College royal de Chirurgie en 1998. En 2008, il reçoit un doctorat honorifique en sciences de l'Université Anglia Ruskin. En 2008 également, il reçoit une bourse honorifique de l'American College of Surgeons.
Dans les honneurs du Nouvel An 2004, il est nommé Commandeur de l'Ordre de l'Empire britannique (CBE) pour les services à la médecine, et Knight Bachelor dans les honneurs du Nouvel An 2009. Il est créé pair à vie le 20 décembre 2010, en tant que baron Ribeiro, d'Achimota en République du Ghana et d'Ovington dans le comté de Hampshire.
En 2012, Lord Ribeiro est confirmé en tant que président du comité indépendant de reconfiguration du ministère de la Santé, conseillant le secrétaire d'État à la Santé sur les changements apportés aux services de santé locaux en Angleterre. Il est maître de la Worshipful Company of Barbers pour 2013-2014. Il est président du conseil de la Dean Close School.
Lord Ribeiro est un franc-maçon actif et est actuellement à la Grande Loge unie d'Angleterre où il est Grand Gardien Principal Adorateur,. Il est auparavant le grand diacre principal en 2005 et le grand directeur junior en 2018 .